# 小西優司
小西 優司（こにし まさもり、1977年6月26日 - ）は、日本の俳優、演出家、脚本家。

## 来歴・人物
1977年6月26日生まれ。京都府京都市西陣出身。蟹座・巳年・A型。
【活動】
スカレッティーナ演劇研究所を運営。俳優の育成と実験室公演を行なっている。
劇団 月とスカレッタ主宰。
演劇ユニットortensia所属。
Due Filmdascoltareとして、聴く映画（朗読家）として公演。
Compagnie de théâtre Lilasを女優の華奈と運営。古典戯曲の難解さをオリジナル小説の朗読によって補完するスタイルで活動。
中・高の6年間はサッカー部に所属。キャプテンとして、GK以外の全てのポジションをこなす。
専門は左サイドバック。尊敬する選手は、三浦知良、中田英寿、ルイ・コスタ。
1996年、高校を卒業後に1年間イタリア、フィレンツェへ留学。
その後1997年に帰国し、アクト青山ドラマティックスクール（演劇集団アクト青山の前身）に入所。
養成所研究生時代から20作品の演目に出演、演出も行い公演責任者としての活動を始める。
養成所卒業後は自らの演劇思想を表現すべく芝居創りに励んでいる。
2009年、アクト青山ドラマティックスクールを創設した師・渥美國泰没後は、演劇集団アクト青山主宰として、俳優・演出・脚本を手掛け、演劇系学校への進学者の受験指導、並びに本科生・卒業生・各種教室生の演技指導を行っている。
2019年3月末日をもって上記劇団を解散し、新たにスカレッティーナ演劇研究所（俳優育成機関）の所長として活動を開始、劇団 月とスカレッタが現在旗揚げ公演までの期間を『試演会シリーズ』を上演している（第一回は2019年8月朗読会）
好きな土地は横浜、小樽。好物はバームクーヘンとフォアグラ。
趣味はサッカー、ワイン、ビリヤード。イタリア語と料理が得意。

## 出演・演出
- 岸田國士

- - 　『チロルの秋』アマノ
  - 『明日は天気』 （演出のみ）
  - 『あの星はいつ現れるか』	父
  - 『ある親子の問答』	（演出のみ）
  - 『牛山ホテル』	三谷、真壁
  - 『命を弄ぶ男二人』	包帯、眼鏡
  - 『運を主義に任す男』	底野
  - 『屋上庭園』	並木、三輪
  - 『温室の前』	貢
  - 『顔』	京野
  - 『雅俗貧困譜』	（演出のみ）
  - 『可児君の面会日』	毛利
  - 『カライ博士の臨終』	（演出のみ）
  - 『かんしゃく玉』	彼、多田
  - 『世帯休業』（演出のみ）
  - 『驟雨』（演出のみ）
  - 『頼もしき求縁』	父
  - 『隣の花』	久慈
  - 『葉桜』	（演出のみ）
  - 『パン屋文六の思案』	常吉
  - 『遂に知らん文六』	亡者乙、亡者甲
  - 『ぶらんこ』	夫
  - 『恋愛恐怖病』	別の男
  - 『傀儡の夢』	竹中
  - 『紙風船』	夫
- 森本薫
  - 『みごとな女』	治
  - 『赦せない行為』	弟
  - 『衣裳』	日疋
  - 『華々しき一族』	須貝
  - 『退屈な時間』	二瓶・朽木
  - 『寂しい人』	（演出のみ）
  - 『薔薇』	（演出のみ）
- 田中千禾夫
  - 『マリアの首』	矢張
- 矢代静一
  - 『宮城野』	矢太郎
- 山本有三
  - 『同志の人々』	橋口・堤・田中河内介
- 三島由紀夫
  - 『弱法師』	（演出のみ）
  - 『熊野』	宗盛
  - 『班女』 （演出のみ）
- 寺山修司
  - 『白夜』	猛夫
  - 『毛皮のマリー』→鶏冠詩人
- 清水邦夫
  - 『楽屋』	女優C
  - 『戯曲推理小説』	木村冠
  - 『朝に死す』
- 中野実
  - 『明日の幸福』	寿敏
- 野沢トオル	
  - 『パライソの海』	鈴元正山
  - 『行けっ！風間山荘』（演出のみ）
  - 『minako ～太陽になった歌姫～』→高杉敬二
- 佐藤雄貴
  - 『花や…蝶や…』	新太郎
- 飯田南織	
  - 『黒いきつねとカゲミの木』	スダ爺
- チェーホフ
  - 『かもめ』	トレープレフ、ドールン、ソーリン、トリゴーリン
  - 『三人姉妹』	ヴェルシーニン
  - 『ワーニャ伯父さん』	ワーニャ
  - 『桜の園』	トロフィーモフ、ガーエフ、ロパーヒン、フィールス
  - 『白鳥の歌』	スヴェトロヴィドフ
  - 『熊』	（演出のみ）
  - 『結婚申し込み』	（演出のみ）
- イプセン
  - 『ヘッダ・ガーブレル	』テスマン
  - 『野鴨』	ヴェルレ
- マルセル・アシャール
  - 『お月様のジャン』	ジェフ
- サルトル
  - 『トロイアの女たち』	兵士
- 書き下ろし	
  - 『温泉の効能』	（演出のみ）
  - 『俳優は去らず死すのみ』	（演出のみ）
  - 『バースデー―プレゼント（ｆ/ｍ）』	（演出のみ）
  - 『注がれたワインの色について』	標的
  - 『シッカロール』	（演出のみ）
  - 『執事たちの沈黙』	（演出のみ）
  - 『執事たちの沈黙2』
  - 『海猫は泣いている』→ 黒田
  - 『誤射』→梶田
  - 『報い』→弘山
- ortensia
  - 『椿と女囚、月の夜』
  - 『我が子、ハムレット』
  - 『ジラソーレ』
  - 『我が子、ハムレット2』
  - 『僕が殺しちゃった⁉︎』
- Due Filmdascoltare
  - 『見る影もなく窶れ果てた、眠りから醒めて』
  - 『老優の傍ら、聳り立つ古城ヴァルトブルク』
  - 『関西訛りの男を拾った、東松原の線路脇』
- compagnie de théâtre Lilas 
  - 『戯曲推理小説〜ローズマリーの赤ん坊のように〜』[2]

## 脚註
1. ↑  劇団のサイト、及びブログなどに本人の紹介がある
2. ↑  “本番中に妹の亡霊が…Lilasが清水邦夫「戯曲推理小説～ローズマリーの赤ん坊のように～」を上演”. ステージナタリー.   ナターシャ (2024年11月13日). 2024年11月13日閲覧。